# Vriesea hodgei
Vriesea hodgei är en gräsväxtart som beskrevs av Lyman Bradford Smith. Vriesea hodgei ingår i släktet Vriesea och familjen Bromeliaceae. Inga underarter finns listade i Catalogue of Life.